# Romualdas Požerskis
Romualdas Požerskis (ur. 7 lipca 1951 w Wilnie) – litewski fotografik. Mieszka i tworzy w Kownie, tam też od 1993 r. wykłada historię i estetykę fotografii na Uniwersytecie Witolda Wielkiego.
Od 1976 roku Požerskis jest członkiem Związku Litewskich Artystów Fotografów. Autor takich cykli jak: „Litewscy pielgrzymi” (1974–1994), „Litewskie Stare Miasta” (1974–1983), „Ogrody pamięci” (1977–2006), „Ostatni dom” (1983–1987), „Gorące lato” (1994–2006), „Radości i troski małego Alfonsa” (1992–2006).
W 2006 został odznaczony Złotym Krzyżem Zasługi.